# 重工业人民委员部
重工业人民委员部（俄语：Народный комиссариат тяжёлой промышленности СССР）是苏联政府中的一个部门，1932年最高国民经济会议重组，建立重工业人民委员部。最高国民经济会议主席格里戈里·康斯坦丁诺维奇·奥尔忠尼启则担任重工业人民委员到1937年。1937年至1939年，拉扎尔·莫伊谢耶维奇·卡冈诺维奇担任重工业人民委员。1939年，重工业人民委员部被进一步拆分。